# Armkraftzuggerät
Das Armkraftzuggerät (AKZ) ist primär ein Belastungsgerät für Athleten verschiedener Sportarten. Im Leistungssport wird es gleichzeitig als Messgerät verwendet. Es wird meist von Langläufern, Biathleten, Schwimmern, Diskuswerfern verwendet, die Bauart des Gerätes ist sportartspezifisch angepasst.
Als Belastungsgerät dient das AKZ dem Kraftausdauertraining der Muskelgruppen in Arm, Schulter, Rücken und Bauch.

## Der Aufbau
Zwei Zugbänder (für die Arme links und rechts) wickeln sich bei der Übungsbewegung auf Trommeln ab und auf. Eine Mechanik übersetzt die eingetragene Kraft an die Leistungssenke und bewerkstelligt auch die Aufwickelung in der Rückzugbewegung. Das Wirkprinzip der Leistungssenke kann magnetisch (elektrodynamisch bremsend) oder aerodynamisch durch Luftverwirbelung dargestellt werden. Friktionsbremsen sind an dieser Stelle nicht bekannt.
Das Gerät (für Skisportler) wird an der Wand montiert oder mit Haken in passender Höhe in eine Sprossenwand eingehängt.